# Eupithecia costirufaria
Eupithecia costirufaria là một loài bướm đêm trong họ Geometridae.